# Gastão Vidigal (kommun)
Gastão Vidigal är en kommun i Brasilien.   Den ligger i delstaten São Paulo, i den södra delen av landet, 600 km söder om huvudstaden Brasília. Antalet invånare är 4 193.
Följande samhällen finns i Gastão Vidigal:
- Gastão Vidigal

Omgivningarna runt Gastão Vidigal är huvudsakligen savann. Runt Gastão Vidigal är det glesbefolkat, med 18 invånare per kvadratkilometer.